# Élections régionales de 1990 en Mecklembourg-Poméranie-Occidentale
Les élections régionales de 1990 en Mecklembourg-Poméranie-Occidentale (en allemand : Landtagswahl in Mecklenburg-Vorpommern 1990) se tiennent le 14 octobre 1990, afin d'élire les 66 députés de la 1re législature du Landtag pour un mandat de quatre ans.
Le scrutin est marqué par la victoire de la CDU, qui conquiert une solide majorité relative. Alfred Gomolka est investi ministre-président à la tête d'une « coalition noire-jaune » après la défection d'un député du SPD.

## Contexte
Les élections, convoquées en vertu de la loi sur l'élection des Landtage en République démocratique allemande, adoptée le 22 juillet 1990 par la Chambre du peuple, se tiennent 11 jours après la réunification.
Depuis la chute du Mur de Berlin, il s'agit de la troisième consultation électorale organisée sur le territoire de la République démocratique allemande (RDA). Au cours des deux précédents scrutins, la CDU avait largement devancé le SPD et le PDS.
Étonnamment, la CDU investit comme chef de file le député Alfred Gomolka et non le président du district de Schwerin Georg Diederich. Le SPD choisit Klaus Klingner, ministre de la Justice du Schleswig-Holstein. Avec Anke Fuchs en Saxe et Friedhelm Farthmann en Thuringe, ils sont donc trois représentants du Parti social-démocrate originaires de l'ancienne Allemagne de l'Ouest.
Klaus Schlüter, ancien ministre sans portefeuille du cabinet Modrow, figure parmi les candidats des Grünen.

## Mode de scrutin
Le Landtag est constitué de 66 députés (en allemand : Mitglied des Landtags, MdL), élus pour une législature de quatre ans au suffrage universel direct et suivant le scrutin proportionnel de Hare.
Chaque électeur dispose de deux voix : la première (en allemand : Wahlkreisstimme) lui permet de voter pour un candidat de sa circonscription selon les modalités du scrutin uninominal majoritaire à un tour, le Land comptant un total de 33 circonscriptions ; la seconde voix (en allemand : Landesstimme) lui permet de voter en faveur d'une liste de candidats présentée par un parti au niveau du Land.
Lors du dépouillement, l'intégralité des 66 sièges est répartie à la proportionnelle sur la base des secondes voix uniquement, à condition qu'un parti ait remporté 5 % des voix au niveau du Land ou un mandat uninominal. Si un parti a remporté des mandats au scrutin uninominal, ses sièges sont d'abord pourvus par ceux-ci.
Dans le cas où un parti obtient plus de mandats au scrutin uninominal que la proportionnelle ne lui en attribue, la taille du Landtag est augmentée afin de rétablir la proportionnalité.

## Campagne électorale

### Principaux partis et chefs de file
| Parti | Parti                                                                              | Chef de file                                                  |
| ----- | ---------------------------------------------------------------------------------- | ------------------------------------------------------------- |
|       | Union chrétienne-démocrate d'Allemagne Christlich Demokratische Union Deutschlands | Alfred Gomolka                                                |
|       | Parti libéral-démocrate Freie Demokratische Partei                                 | Klaus Gollert                                                 |
|       | Parti du socialisme démocratique Partei des Demokratischen Sozialismus             | Johann Scheringer                                             |
|       | Parti social-démocrate d'Allemagne Sozialdemokratische Partei Deutschlands         | Klaus Klingner (Ministre de la Justice de Schleswig-Holstein) |

## Résultats

### Voix et sièges
|                          | Union chrétienne-démocrate d'Allemagne (CDU) | Union chrétienne-démocrate d'Allemagne (CDU) | 346 125   | 39,08 | 29        | 340 134 | 38,29 | 0  | 29 |  |  |  |  |  |
|                          | Parti social-démocrate d'Allemagne (SPD)     | Parti social-démocrate d'Allemagne (SPD)     | 223 229   | 25,21 | 4         | 239 872 | 27,00 | 17 | 21 |  |  |  |  |  |
|                          | Parti du socialisme démocratique (PDS)       | Parti du socialisme démocratique (PDS)       | 143 782   | 16,24 | 0         | 139 612 | 15,71 | 12 | 12 |  |  |  |  |  |
|                          | Parti libéral-démocrate (FDP)                | Parti libéral-démocrate (FDP)                | 48 284    | 5,45  | 0         | 48 669  | 5,48  | 4  | 4  |  |  |  |  |  |
|                          | Les Verts (Grünen)                           | Les Verts (Grünen)                           | 41 809    | 4,72  | 0         | 37 126  | 4,18  | 0  | 0  |  |  |  |  |  |
|                          | Nouveau Forum (NF)                           | Nouveau Forum (NF)                           | 29 181    | 3,29  | 0         | 26 118  | 2,94  | 0  | 0  |  |  |  |  |  |
|                          | Alliance 90 (Bü90)                           | Alliance 90 (Bü90)                           | 22 868    | 2,58  | 0         | 19 839  | 2,23  | 0  | 0  |  |  |  |  |  |
|                          | Union chrétienne-sociale (CSU)               | Union chrétienne-sociale (CSU)               | 8 835     | 1,00  | 0         | 9 832   | 1,11  | 0  | 0  |  |  |  |  |  |
|                          | Les Républicains (REP)                       | Les Républicains (REP)                       |           |       |           | 7 584   | 0,85  | 0  | 0  |  |  |  |  |  |
|                          | Union sociale allemande (DSU)                | Union sociale allemande (DSU)                | 11 201    | 1,26  | 0         | 6 687   | 0,75  | 0  | 0  |  |  |  |  |  |
|                          | Autres                                       | Autres                                       | 10 314    | 1,16  | 0         | 12 952  | 1,46  | 0  | 0  |  |  |  |  |  |
|                          |                                              |                                              |           |       |           |         |       |    |    |  |  |  |  |  |
| Votes valides            | Votes valides                                | Votes valides                                | 885 628   | 96,45 |           | 888 425 | 96,76 |    |    |  |  |  |  |  |
| Votes blancs et nuls     | Votes blancs et nuls                         | Votes blancs et nuls                         | 32 582    | 3,45  | 29 785    | 3,24    |       |    |    |  |  |  |  |  |
| Total                    | Total                                        | Total                                        | 918 210   | 100   | 33        | 918 210 | 100   | 33 | 66 |  |  |  |  |  |
| Abstentions              | Abstentions                                  | Abstentions                                  | 499 651   | 33,24 |           | 499 651 | 33,24 |    |    |  |  |  |  |  |
| Inscrits / participation | Inscrits / participation                     | Inscrits / participation                     | 1 417 861 | 64,76 | 1 417 861 | 64,76   |       |    |    |  |  |  |  |  |

### Analyse
La participation s'effondre par rapport aux élections législatives de mars, chutant de 28 points en à peine sept mois. Tandis que la CDU devient la première force politique de Mecklembourg-Poméranie-Occidentale, le Landtag se trouve dans une situation bloquée. Une éventuelle « coalition noire-jaune » unissant la CDU et le FDP dispose de seulement 33 sièges, soit autant qu'une potentielle « coalition rouge-rouge » rassemblant le SPD et le PDS. Avec 5,1 % des voix, les mouvements citoyens Alliance 90 (Bü90) et Nouveau Forum (NF) auraient pu entrer à l'assemblée, s'ils n'avaient pas postulé séparément.

### Conséquences
Le député Wolfgang Schulz, démissionnaire du SPD un mois avant le scrutin, décide de rejoindre le groupe de la CDU, débloquant ainsi l'égalité née du scrutin.
Le 27 octobre, Alfred Gomolka est investi ministre-président. Il forme alors un cabinet de « coalition noire-jaune » dans lequel Klaus Gollert est ministre du Travail et vice-ministre-président.
À l'instar de Fuchs et Farthmann, Klingner ne prend pas possession de son mandat parlementaire. La présidence du groupe parlementaire du SPD revient alors à Harald Ringstorff, président régional du parti.